# Трепанація черепа

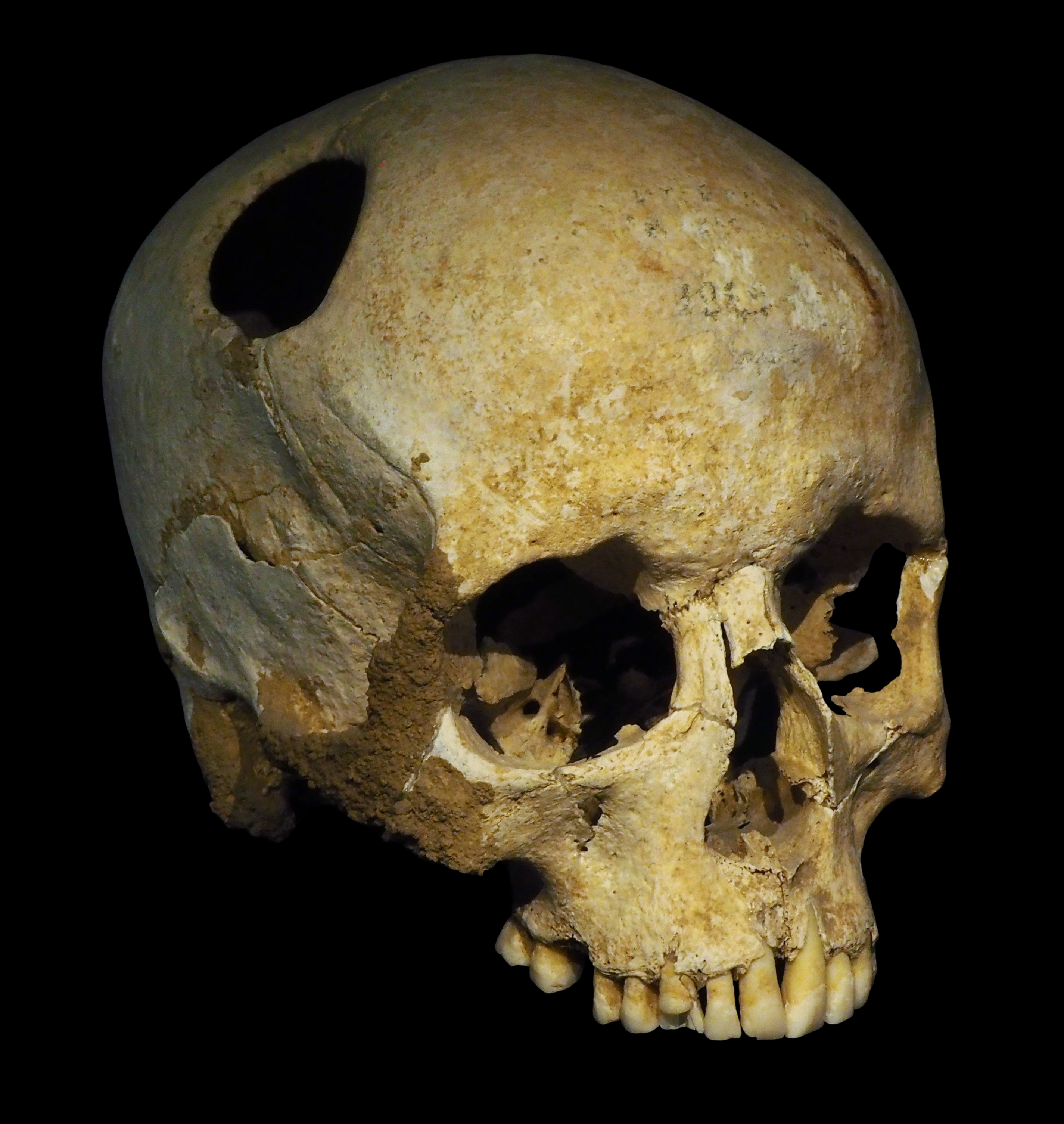
Периметр отвору на цьому трепанованому неолітичному черепі заокруглений за рахунок наростання нової кісткової тканини, що свідчить про те, що пацієнт пережив операцію.

Розтин порожнини черепа, трепа́нація (лат. trepanatio, утворене від trepanum, що походить від грец. τρύπανον — «свердло, бур») — хірургічне втручання, під час якого в черепі людини свердлять або вишкрібають отвір. Навмисна перфорація черепа оголює тверду мозкову оболону для лікування захворювань, пов'язаних із внутрішньочерепними хворобами, або для виведення крові, що скупчилася після травми під тиском.
Трепан — інструмент, який використовується для вирізання круглого шматка кістки черепа, щоб зменшити тиск під поверхнею.
У давнину в людині, яка поводилася ненормально, свердлили отвори, щоб випустити з неї злих духів. Докази трепанації були знайдені в доісторичних людських останках, починаючи з часів неоліту. Трепановану кістку доісторичні люди зберігали й, можливо, носили як амулет, щоб відлякувати злих духів. Докази також свідчать про те, що трепанація була примітивною невідкладною хірургічною операцією після поранень голови, щоб видалити розтрощені уламки кісток з проломленого черепа і вичистити кров, яка часто накопичується під черепом після подібного удару по голові. Трепанації, ймовірно, були найпоширенішими в регіонах, де застосувавали зброю, здатну спричинити переломи черепа. Основні теорії давньої практики трепанації включають духовні цілі та лікування епілепсії, травм голови, психічних розладів і головного болю, хоча останнє може бути лише безпідставним міфом.
У сучасній офтальмохірургії трепан використовується в операціях з пересадки рогівки. Процедура свердління отвору через ніготь також відома як трепанація. Вона виконується хірургом для полегшення болю, пов'язаного з піднігтьовою гематомою (кров'ю під нігтем). Аналогічно, в абдомінальній хірургії трепанаційний розріз — це коли висікається невелика ділянка шкіри живота, щоб створити стому. Хоча черевна стінка не містить кісток, використання слова «трепанація» в цьому контексті може стосуватися круглої висіченої ділянки шкіри, що нагадує отвір від трепану.

## Історія

### Перші операції з трепанації
Згідно з дослідженням, проведеним Оксфордською лабораторією радіокарбонування, найдавніший череп із слідами трепанації є відомий з терену України. Його було знайдено у 1953 році у мезолітичному могильнику Василівка II Столяром А. Д. Череп датується 7300—6220 рр. до н. е. Повне заживлення кісткової тканини вказує на те, що трепанація черепа «пацієнта» була проведена вдало. (Archaeology. April 9, 1998) [Архівовано 10 листопада 2011 у Wayback Machine.]. Другим за віком (Прооперований близько 5000 років до н. е.) трепанованим черепом вважається череп, знайдений поблизу містечка Енсісайм у Франції.

### Трепанація в інків

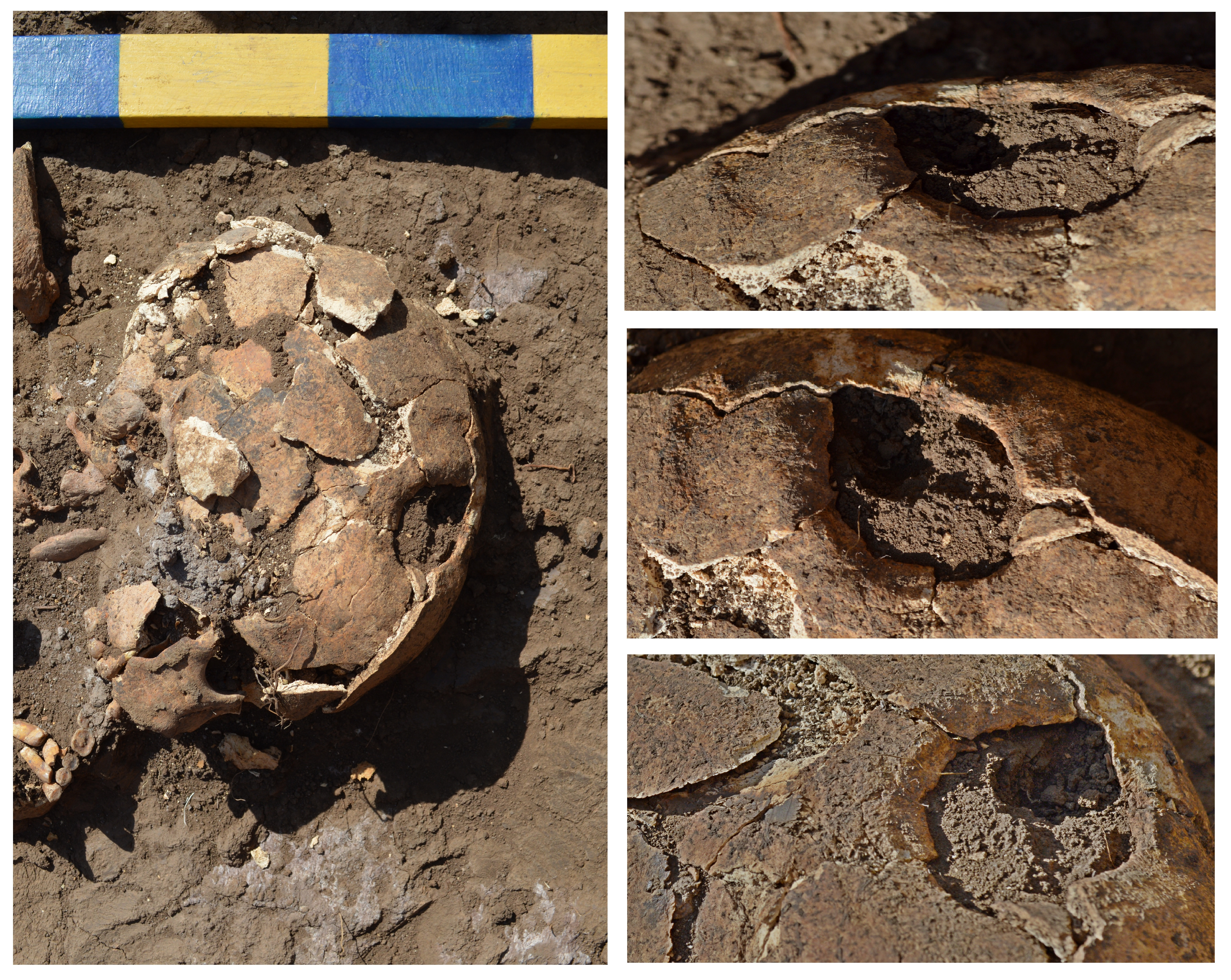
Трепанація черепа доби бронзи. Поховання культури кола Бабине (XXII—XVIII ст. до н. е.). Пологівський район Запорізької обл., серпень 2018 р.

Науковцям давно відомо, що стародавні інки уміли робити трепанацію черепа. Їй піддавалися в основному чоловіки, ймовірно, при серйозних пораненнях. Нове дослідження, проведене американськими фахівцями, показало, наскільки успішними були ці операції, повідомляє National Geographic.Аналіз знайдених в районі Куско останків підтверджує: трепанації черепа робилися на високому рівні. Якщо тисячу років тому подібні хірургічні втручання призводили до смерті людини, то в XV столітті з 100 «пацієнтів» виживали 90. Рівень розповсюдження інфекцій після хірургічного втручання залишався досить низьким. Інкам не були доступні сучасні анестетики і антибіотики — ймовірно, їх роль грали рослини. Дослідження показує, що трепанація черепа була поширеною практикою в Куско, столиці інків. З 411 знайденого в цьому районі черепа 66 мали отвори. Так, на невеликій території фахівці виявили серед 59 черепів 21 череп із слідами трепанації. Один з інків був прооперований 7 разів. Серед «пацієнтів» опинилося 19 жінок, значить, трепанації черепа проводилися не тільки при пораненнях, але і в цілях вилікувати епілепсію або інфекційні захворювання.

### Трепанація у Київській Русі
Дані археологічних розкопок епохи Київської Русі (IX—XII ст.) вказують на проведення в той час прижиттєвої трепанації черепа з приводу черепно-мозкової травми. Під час розкопок на Княжій горі в районі села Городище в 1891 р. було знайдено череп із слідами трепанаційного отвору в правій тім'яній ділянці. Вважають, що череп належав воїнові, пораненому в XIII ст. Дефект, на думку О. Л. Арутюнова (1957), свідчить про наявність спеціальних навичок у виконавця трепанації. Розкопки в районі Трипілля свідчать про те, що ще раніше, в період трипільської культури, на території України виконували трепанацію черепа.

### Розвиток трепанації в Російській Імперії
Вже до середини XIX століття хірургія нервової системи збагатилося найбільшими дослідженнями М. І. Пирогова, що поклало початок оперативній хірургії й розвитку, зокрема військово-польовій хірургії. В 1865—1866 р. М. І. Пирогов у своїх «Початках загальної воєнно-польової хірургії» ставив питання вивчення травматичних ушкоджень мозку й патологічних морфологічних і фізіологічних процесів, при них що проявляються. Багато які з його положень не застаріли й тепер. М. І. Пирогов провів близько 20 трепанацій черепа.

## Хід операції
Залежно від місця операції хворий лежить на боці або на спині з дещо піднятою головою, розміщеною на спеціальній підставці. При хірургічних втручаннях у ділянці задньої черепної ямки хворого вкладають або на бік, або лицем униз. Волосся має бути ретельно виголене, шкіру протирають ефіром, спиртом і змащують йодонатом. Для знеболювання при трепанації черепа, як правило, проводять інтубаційний наркоз з м'язовими релаксантами і штучною вентиляцією легень. При місцевій інфільтраційній анестезії використовують 0,5 % розчин новокаїну і 5—10 мл 2 % розчину новокаїну для проведення провідникового знеболювання. Розрізи м'яких тканин на склепінні черепа супроводжуються великою кровотечею із судин підшкірної клітковини. Коли розрізають шкіру, краї рани притискають до кісток склепіння черепа, що зменшує кровотечу. На розсічені судини накладають кровоспинні затискачі або спеціальні клеми, що захоплюють апоневротичний шолом. Відкинуті затискачі натягують шолом, закриваючи просвіт зяючих судин. Судини перев'язують обколюючими лігатурами, гемостаз здійснюють електрокоагуляцією. Кровотечу з кісткових країв рани зупиняють замазуванням воском. Щоб створити гемостаз твердої оболони, її судини або кліпсують, або прошивають і перев'язують основні гілки артерій. Щоб зупинити кровотечу з грануляцій павутинної оболони або стінок пазух твердої мозкової оболони, вживають тимчасову тампонаду марлею, гемостатичною губкою або клаптем м'яза. При значному пошкодженні пазух їх перев'язують двома шовковими лігатурами, відступивши на 1-2 см з обох кінців від рани. Кровотечу з мозкових судин зупиняють гемостатичною губкою, пухкими марлевими тампонами, змоченими 3 % розчином перекису водню або зрошеним теплим ізотонічним розчином натрію хлориду. Широко використовують електрокоагуляцію, особливо при венозній кровотечі, і накладання кліпсів на артерії.
Операційне поле має бути добре видним і вільним від крові. Для видалення крові і спинномозкової рідини користуються електричним відсмоктувальним апаратом. Доступи до різних відділів мозку вибирають за місцем найближчої проєкції патологічного вогнища з урахуванням анатомо-фізіологічної дозволеності операції. Щоб оголити лобову частку, мале крило клиноподібної кістки і латеральну частину передньої черепної ямки, роблять розріз, який огинає лобовий горб безпосередньо на початку волосистої частини голови, і повертають назад і вниз, закінчуючи його на 4—5 см вище верхнього краю вушної раковини. Широка основа клаптя розміщується внизу.
У тих випадках, коли потрібний операційний доступ до основи мозку в ділянці передньої черепної ямки, викроюють великий двосторонній клапоть м'яких тканин, який обрамляє лобову луску. Розріз починають латеральніше і вище зовнішнього кута однієї очної ямки, направляють угору по лінії волосистої частини голови і закінчують латеральніше і вище зовнішнього кута очної ямки.
Щоб оголити тім'яну частку і центральні завитки великого мозку, клапоть шкіри викроюють між лобовими і тім'яними горбами. Його основа розміщена на рівні верхнього краю вушної раковини, а верхівка — поблизу сагітального шва. Щоб оголити скроневу частку великого мозку, клапоть шкіри викроюють у скроневій ділянці відповідно до півмісяцевої лінії, від якої починається скроневий м'яз. Основа клаптя розміщується внизу у ділянці виличної дуги, від виличного відростка лобової кістки до основи соскоподібного відростка.
Якщо потрібно розітнути задню черепну ямку, використовують різні доступи з урахуванням локалізації патологічного вогнища в піднаметовому просторі. Серединний розріз проводять за Наффцігером-Тауном, починаючи на 4 см вище зовнішнього потиличного виступу і закінчуючи біля остистого відростка четвертого шийного хребця. Він менш травматичний, ніж підковоподібний. Використовують також прямий парамедіанний розріз за Єгоровим-Б'юсі-Адсоном, який проводять на середині відстані між серединною лінією і соскоподібним відростком. Розріз починають на 2 см вище верхньої каркової лінії і закінчують на шиї між трапецієподібним і грудинно-ключично-соскоподібним м'язами. Тепер не використовують напіварбалетного або арбалетного розрізу за Кушингом.
Якщо в процесі мікронейрохірургічних втручань широко використовують вузькофокусоване освітлення і оптичне збільшення операційного поля, можна зменшити розміри трепанації, тобто видозмінити традиційні хірургічні доступи. Зменшення розмірів трепанаційного вікна дозволяє замість підковоподібних і фігурних розрізів м'яких тканин черепа частіше використовувати більш фізіологічні і щадні лінійні розрізи. Звичайно належить вибирати оптимальні розміри і форму трепанаційного вікна, щоб попередити травми структур мозку, зміщених у процесі операції.

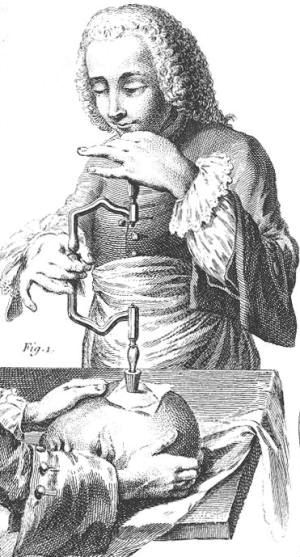
Етап трепанації черепа з використанням ручного коловорота з медичною фрезою, Франція XVIII століття

## Особливості кістково-пластичної трепанації черепа
Проводиться в наш час за методом Олівекруни. Спочатку викроюють і відкидають униз шкірно-апоневротичний клапоть, а потім окремо випилюють і відподять окісно-кістковий клапоть, який утримується на ніжці з підапоневротичної клітковини й окістя, а часто і скроневого м'яза. Роздільне викроювання двох клаптів зручніше, оскільки дозволяє в разі потреби розширювати окісно-кістковий клапоть і варіювати його розташування. Однак дехто з хірургів віддає перевагу відкиданню одного шкірно-кісткового-апоневротичного клаптя. Лінію розрізу проводять залежно від локалізації патологічного процесу. Розрізають шкіру, підшкірну клітковину і сухожилковий шолом. Після розсічення останнього краї рани розходяться. Шкірно-апоневротичний клапоть відшаровують до самої основи, відкидають його і підкладають під основу марлевий валик. цей прийом допомагає зменшувати кровотечу. На клапоть вкладають вологу марлеву серветку. Кровотечу з країв рани зупиняють електрокоагуляцією і накладанням лігатур.
Скальпелем розсікають окістя на 0,5 см усередину від лінії розрізу шкіри. Распатором відшаровують її в обидва боки на відстань 1 см. На звільненій від окістя кістці роблять 5—6 фрезових отворів за допомогою електричного трепана чи коловорота Дуаєна. Залишки внутрішньої пластинки видаляють гострою ложечкою. Дротяну пилку проводять з одного отвору в інший за допомогою провідника Полєнова. На вільному кінці провідника є потовщення, яке відшаровує тверду мозкову оболону та запобігає її пораненню. На кінцеві петлі пилки надівають тримачі і послідовно пропилюють кістку між фрезовими отворами. Розпилювання ведуть під кутом із середини назовні, щоб не провалювався клапоть, укладений після закінчення операції. Кістку між двома нижніми отворами пропилюють не повністю, а так, щоб зберігся окісний місток, через який живиться увесь кістковий клапоть. Під нього підводять два елеватори і, натискуючи на кістку нижче основи, переломлюють його. Кістковий клапоть, таким чином, утримується на окісті і м'язі.
Розтин твердої оболони мозку. Залежно від плану операції, роблять лінійно чи хрестоподібно, або підковоподібно. При підвищенні внутрішньочерепного тиску тверда оболона може бути дуже напруженою. Тоді рекомендується видалити 10—20 мл спинномозкової рідини за допомогою люмбальної пункції.
Після закінчення операції ушивання рани проводять пошарово. Якщо немає показань до декомпресії, тверду оболону ретельно ушивають безперервними або вузловими швами. Кістковий клапоть укладають на місце і фіксують швами. Потім пошарово зашивають м'які тканини. Під шкірно-апоневротичний клапоть у разі потреби підводять гумовий випускник. Щоб зменшити можливий набряк мозку, безпосередньо перед операцією нерідко застосовують дегідратаційні засоби (внутрішньовенне введення гіпертонічних розчинів сечовини або маніту).

## Особливості декомпресійної трепанації черепа
Показанням до операції є різке і стійке підвищення внутрішньочерепного тиску. Операція може бути виконана в різних відділах склепіння черепа, але найкращий функціональний результат досягається підскроневою декомпресією за Кушингом. Під час операції видаляють частину кістки і розтинають тверду оболону лише м'якими тканинами. Відповідно до лінії прикріплення скроневого м'яза роблять підковоподібний розріз. Направлений основою до виличної дуги. Можна також робити лінійний розріз, який починають нижче горба тім'яної кістки до верхнього краю виличної. При підковоподібному розрізі клапоть шкіри відсепаровують від підлеглої скроневої фасції і відкидають униз. Зупиняють кровотечу і у вертикальному напрямку розтиняють скроневу фасцію і м'яз. Окістя відділяють распатором на значному протязі й накладають фрезовий отвір, який розширюють кусачками. Розміри отвору в середньому дорівнюють 6×8 см частина трепанаційного отвору має прикриватися виличною дугою. Тверду мозкову оболону розтинають хрестоподібно. М'які тканини черепа ушивають, накладаючи шви на скроневий м'яз, фасцію, шкіру з підшкірною клітковиною.